# 冯钟越
冯钟越（1931年—1982年），原名宗越，男，原籍河南唐河，生于北平，中国飞机结构强度专家，曾任飞机结构强度研究所副所长兼总工程师，中国力学学会理事。

## 家庭
祖父馮臺異。外祖父任芝铭。父亲冯友兰，母亲任载坤。大姐冯钟琏，大哥冯钟辽，二姐冯钟璞（宗璞）。